# Alla Kazanskaya
Alla Alexandrovna Kazanskaya (Алла Александровна Казанская; 15 de junio de 1920 — 25 de junio de 2008) fue una actriz de teatro y de cine rusa. Comenzó su carrera a los 18 años en el Teatro Nacional de Vakhtangov en Moscú. Su aparición más destacada fue su actuación en la galardonada Quemado por el sol (1994).
El compositor Aram Khachaturian le dedicó el Waltz de Masquerade de Mikhail Lermontov. En el momento de su muerte, a los 88 años, era la actriz en activo de mayor edad en el teatro. Recibió el Crystal Turandot, el premio de teatro más importante de Rusia, en 2007.
Kazanskaya fue la cuarta mujer del director Boris Barnet, que se suicidó en 1965. Su hija Olga Barnet (1951—2021) también fue actriz.